# Asktegel
Asktegel även kallad asksten är en typ av murtegel som tillverkas genom att fem delar stenkolsaska blandas med en del släckt kalk, därefter pressas massan i en hydraulisk press. Teglet tillverkades i Höganäs 1879–1918. Produktionen var år 1898 6.013.850 stycken.